# Disney Channel (Reino Unido e Irlanda)
Disney Channel fue un canal de televisión por suscripción británico que emitía para el Reino Unido e Irlanda, centrado en la programación infantil, que emitió desde el 1 de octubre de 1995 hasta el 1 de octubre de 2020. Tenía además, una señal timeshifting de una hora, llamada Disney Channel +1 que estaba disponible en Sky y Virgin Media. Al momento del cierre, el canal tenía dos canales hermanos: Disney Junior y Disney XD.

## Historia

### Prelanzamiento
Disney Channel fue planeado para lanzarse originalmente en 1989 en Sky Television plc, mediante un joint venture con Disney. Apareció en gran parte de los contenidos promocionales relacionados al lanzamiento de Sky Television y el satélite Astra. La empresa conjunta con Sky finalizó en mayo de 1989. Las conversaciones sobre la empresa conjunta habían tenido lugar desde noviembre de 1988, pero Disney sintió que no estaba en igualdad de condiciones en cuanto a la "responsabilidad de la toma de decisiones" en una sociedad 50-50. Se suponía que Disney iniciaría dos canales, pero cuando las conversaciones se interrumpieron, Sky presentó una demanda contra Disney, reclamando 1.5 mil millones de libras en daños. La demanda se solucionó posteriormente y Disney vendió su participación en la empresa conjunta a Sky y acordó licenciar su biblioteca de películas por un período de cinco años.

### Posterior al lanzamiento
A principios de 1995, Disney formó una nueva sociedad 50-50 con la Compagnie Luxembourgeoise de Télédiffusion (CLT). Al hacerlo, tanto Disney como CLT lanzaron un nuevo canal, de propiedad conjunta con programación familiar llamado Super RTL, el cual empezó emisiones en abril de 1995 para Alemania y partes de Austria y Luxemburgo. Siete meses después, The Disney Channel finalmente se lanzó en el Reino Unido en Sky el 1 de octubre de 1995. Este fue el primer canal de la marca Disney Channel lanzado fuera de Estados Unidos. Su primera emisión fue El libro de la selva.
En 1997, The Disney Channel tuvo su primer rebranding, adquiriendo nueva apariencia y logotipo, esto coincidiendo con el lanzamiento de la señal francesa. Al mismo tiempo, el nombre de The Disney Channel se redujo a simplemente "Disney Channel". Para estos años, Disney Channel comenzó a emitir más programas que películas, aunque este último seguían siendo el foco principal. Alrededor de este tiempo, un bloque de preescolar llamado el "Under-Fives block" comenzó a transmitirse, presentando, en su mayoría programación para preescolares adquirida. En 1998 se introdujo un nuevo conjunto de identificaciones.
En 1999, Disney Channel adquirió un nuevo aspecto, y en septiembre de 1999, se lanzó un bloque de programación con la marca Playhouse Disney, con programación preescolar, siendo el primer Playhouse Disney en lanzarse fuera de Estados Unidos.
En septiembre de 2000, Disney Television International estrenó tres canales adicionales de Disney para Sky Digital: un canal independiente de programación preescolar Playhouse Disney, un canal de Toon Disney y un canal timeshift de una hora para Disney Channel. Hasta 2002 y 2003 respectivamente, estas señales no estaban disponibles en otros cableoperadores NTL o Telewest, las cuales en ese momento solo podían recibir Disney Channel. Probablemente debido a esto, el bloque de Playhouse Disney se mantuvo al aire hasta julio de 2004.
En marzo de 2006, se realizaron cambios en los servicios de Disney en el Reino Unido. Disney Channel y Playhouse Disney dejaron de ser canales adicionales prémium y pasaron a operar como parte de los paquetes de suscripción básico. También fue lanzado Disney Cinemagic para ocupar la posición de Disney en el paquete prémium de Sky Movies. Toon Disney fue reemplazado por Disney Cinemagic, Toon Disney se cerró a las 6 a. m. y Disney Cinemagic se lanzó a las 10 a. m. Disney Channel +1 cerró y fue reemplazado por Disney Cinemagic +1; sin embargo, Disney Channel +1 regresó posteriormente en junio de 2006.
En 2007, Disney agregó más contenido bajo demanda al servicio de Virgin Media. En noviembre de 2007, se anunció que Disney Channel se uniría al cartel de Pícnic, el nuevo servicio de televisión de pago propuesto por BSkyB para la TDT. Disney Channel comenzó a transmitir en pantalla ancha 16: 9 en mayo de 2010. En septiembre de 2010 se lanzó un nuevo conjunto de mini-identificadores de programas que se reproducirían antes de que comenzaran los mismos. En septiembre de 2011, se adoptó un nuevo logotipo y se lanzó una versión HD en Sky. En julio de 2013, se lanzó un nuevo sitio web con servicios On Demand y comenzaron a transmitirse anuncios comerciales.

### Cierre
Disney anunció el 25 de junio de 2020 que Disney Channel, junto con sus canales hermanos, Disney XD y Disney Junior, cerrarían en el Reino Unido el 1 de octubre de 2020, exactamente 25 años después del lanzamiento de Disney Channel, esto debido a que Disney no logró llegar a un nuevo acuerdo con Sky y Virgin Media. El contenido del canal se transfirió exclusivamente a la plataforma de streaming Disney +. El último programa que se emitió fue la película de 2019 Descendants 3, seguido del video musical I Want This de la serie Raven's Home, y algunas identificaciones que terminaron con el logotipo del canal congelado. Tan pronto como apareció la imagen de identificación, Disney Channel cerró oficialmente en el Reino Unido e Irlanda después de exactamente 25 años.
Los canales fueron eliminados de Virgin Media el 29 de septiembre. CBBC y CBeebies ocuparon los antiguos espacios en la guía electrónica de programas de Sky el 1 de octubre.

## Programación
La mayor parte de la programación del canal se basaba en programas y series de televisión redifusión de la contraparte estadounidense. Sin embargo, el canal también produjo ocasionalmente series británicas de producción propia, como The Evermoor Chronicles, The Lodge y 101 Dalmatian Street.

## Sitio web
El sitio web de Disney Channel presentaba información, juegos, funciones interactivas, detalles de contacto y formularios de envío. El sitio se ha realizado íntegramente en Adobe Flash desde el 1 de mayo de 1999, el mismo día que el cambio de marca de 1999. En mayo de 2003, se rediseñó para adaptarse a los demás canales de Disney en todo el mundo después del cambio de marca global. En 2007, se agregó a disneychannel.co.uk, cuando la página de inicio del sitio web se renovó para adaptarse al aspecto del sitio estadounidense. En 2011, junto con los otros sitios de Disney, se renovó. En septiembre de 2011, se renovó una vez más, debido al nuevo logotipo.

## Logotipo
En octubre de 1995, el logotipo de Disney Channel en el Reino Unido era una cabeza de Mickey Mouse simplificada, con el texto "The Disney Channel" en la parte inferior. Lambie-Nairn creó seis identificaciones para el logotipo de 1995. En febrero de 1997, el canal eliminó 'The' de su nombre, con un nuevo logotipo, para el lanzamiento de Disney Channel Francia. Al lanzamiento de Disney Channel France, este adoptó el mismo logotipo e identificaciones. 
En 1999, Disney Channel renovó su identidad al lanzar su nuevo logo "Circles", con círculos simétricos que forman la icónica forma de la cabeza de Mickey Mouse. La nueva identificación del set se creó en animación CGI, con varios objetos formando el logotipo de Disney Channel. El nuevo paquete de identidad fue creado por la empresa francesa de diseño gráfico GÉDÉON. Según GÉDÉON, el nuevo logo también se describe como un "campo experimental para la animación". Más de 30 ilustradores, animadores, diseñadores gráficos, directores y estudios de motion graphics, como Gamma Studios, Estructura7, Velvet mediendesign y Pedall, colaboraron con el proyecto.
Cuando se lanzó por primera vez esta nueva apariencia, nueve identificaciones se emitieron el mismo día. Algunas de las identificaciones también se utilizaron en su canal hermano Playhouse Disney.